# Giardini della Fortezza
I giardini della Fortezza, detti anche del Vascone, si trovano sul lato est della Fortezza da Basso a Firenze, tra i bastioni e il viale Filippo Strozzi. 

## Storia e descrizione

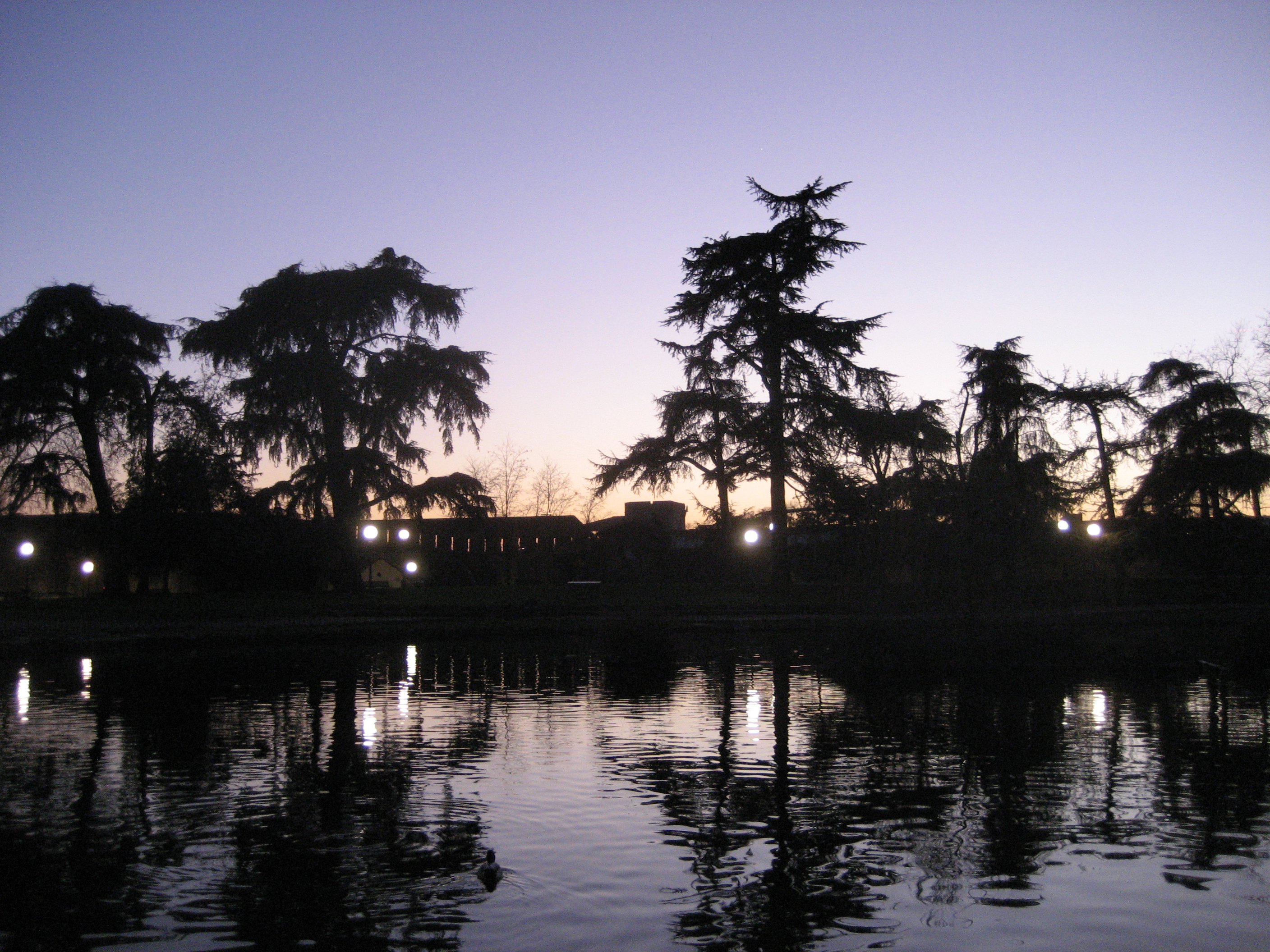
Stagno

La zona venne progettata da Giuseppe Poggi, nell'ambito dei lavori per la realizzazione dei viali di Circonvallazione (dal 1865). Il progetto armonizzò i dislivelli tra i fossati che correvano attorno alle antiche mura di Firenze e il livello dei materiali sistemati dalla demolizione delle mura stesse. Vennero realizzati tre piani leggermente sfalsati, con alberi che inquadrano scenograficamente il bacino centrale, la grande vasca ellittica che forma un vero e proprio laghetto, decorato da spruzzi di fontane e ospitante una colonia di cigni reali. Le essenze, alcune delle quali secolari, vennero scelte in maniera da avere un diverso portamento e colore delle foglie in ciascuna stagione, per creare una piacevole variazione nella percezione del giardino.